# Есар (Шарант)
Есар (фр. Essards) насеље је и општина у западној Француској у региону Поату-Шарант, у департману Шарант која припада префектури Ангулем.
По подацима из 2011. године у општини је живело 203 становника, а густина насељености је износила 22,61 становника/km². Општина се простире на површини од 8,98 km². Налази се на средњој надморској висини од 124 метара (максималној 145 m, а минималној 30 m).

## Демографија
| 1962. | 1968. | 1975. | 1982. | 1990. | 1999. | 2011. |
| ----- | ----- | ----- | ----- | ----- | ----- | ----- |
| 205   | 241   | 233   | 203   | 193   | 197   | 203   |

График промене броја становника у току последњих година